# Jussy GE
| GE ist das Kürzel für den Kanton Genf in der Schweiz. Es wird verwendet, um Verwechslungen mit anderen Einträgen des Namens Jussy zu vermeiden. |

Jussy ist eine politische Gemeinde des Kantons Genf in der Schweiz.

## Geographie
Zur Gemeinde gehört auch der Weiler La Monniaz unmittelbar an der Grenze zu Frankreich (die Grenzsteine 132 und 135 bilden die höchsten Punkte des Kantons Genf mit 517,7 m).

## Geschichte
1180 wurde die Gemeinde als Jussiacum Episcopi erwähnt. Bis 1850 gehörte die heute selbstständige Gemeinde Gy zu Jussy. Bis 1816 bildeten einige Gemeinden um Jussy herum eine Genfer Exklave, da zwischen ihnen und der Stadt savoyisches Territorium lag. Die Kirche stammt aus dem Frühmittelalter und wurde zweimal ausgebaut und 1974/75 restauriert.
Im Weinberg von Jussy liegt das an der Stelle des 1590 zerstörten mittelalterlichen Vorgängerbaus 1621 von Théodore Agrippa d’Aubigné errichtete Schloss Le Crest. Dieses kam 1637 in den Besitz der italienischen Familie Micheli, die sich nach dem Schloss Micheli du Crest nannte. Berühmtester Bewohner war der Geodät, Kartograf und Politiker Jacques-Barthélemy Micheli du Crest.

## Bevölkerung
| Bevölkerungsentwicklung | Bevölkerungsentwicklung | Bevölkerungsentwicklung | Bevölkerungsentwicklung | Bevölkerungsentwicklung | Bevölkerungsentwicklung | Bevölkerungsentwicklung | Bevölkerungsentwicklung | Bevölkerungsentwicklung | Bevölkerungsentwicklung | Bevölkerungsentwicklung | Bevölkerungsentwicklung | Bevölkerungsentwicklung |
| ----------------------- | ----------------------- | ----------------------- | ----------------------- | ----------------------- | ----------------------- | ----------------------- | ----------------------- | ----------------------- | ----------------------- | ----------------------- | ----------------------- | ----------------------- |
| Jahr                    | 1789                    | 1850                    | 1860                    | 1900                    | 1950                    | 1960                    | 1990                    | 2000                    | 2010                    | 2012                    | 2014                    | 2017                    |
| Einwohner               | 860 (mit GY)            | 1'020                   | 705                     | 617                     | 650                     | 661                     | 934                     | 1107                    | 1148                    | 1182                    | 1256                    | 1287                    |

Die Mehrheit der Erwerbstätigen ist in der Landwirtschaft beschäftigt. Im Dorf gibt es nur wenige kleine Gewerbebetriebe, aber keine Industrie.

## Persönlichkeiten
- Isaac de Thellusson (1690–1755), französisch-schweizerischer Bankier, Besitzer des Guts La Gara in Jussy
- Jean Gaberel (1810–1889), evangelischer Geistlicher und Hochschullehrer
- Moïse Vautier (1831–1899), Schmied, Unternehmer und Politiker
- Henri Roehrich (1837–1913), evangelischer Geistlicher und Hochschullehrer